# ドルビーシネマ

ドルビーシネマのロゴ

ドルビーシネマ（英: Dolby Cinema）とは、ドルビーラボラトリーズが提唱するプレミアムシネマで、ドルビービジョンやドルビーアトモスといったドルビーが誇るテクノロジーをはじめ、特徴的なエントランスや デザイン上の特徴を兼ね備えている。
世界枠での初導入作品は、2015年に発表された『トゥモローランド』であり、日本では2019年に発表された『轢き逃げ 最高の最悪な日』で初導入された。

## 歴史
ドルビーシネマが最初に導入されたのは、2014年12月18日にオランダのアイントホーフェンにあるJT（現在はVue）のBioscopen Cinemaであり、続いてスペインのバルセロナにあるCinesa La Maquinistaである。ドルビーラボラトリーズは、Cinesa、Vue Cinemas、AMCシアターズ（2017年初頭までDolby Cinema at AMC、旧Dolby Cinema at AMC Primeとして知られる）、Cineplexx Cinemas、Wanda Cinemas、Jackie Chan Cinema、Reel Cinemas、Odeon Cinemasとパートナー契約を結び、ドルビーシネマを導入している。
2017年5月26日、ドルビーはLes Cinémas Gaumont Pathéと契約を結び、ヨーロッパに新たに10カ所をオープンすると発表した。7カ所はフランスに、3カ所はオランダに設置される。

## テクノロジー

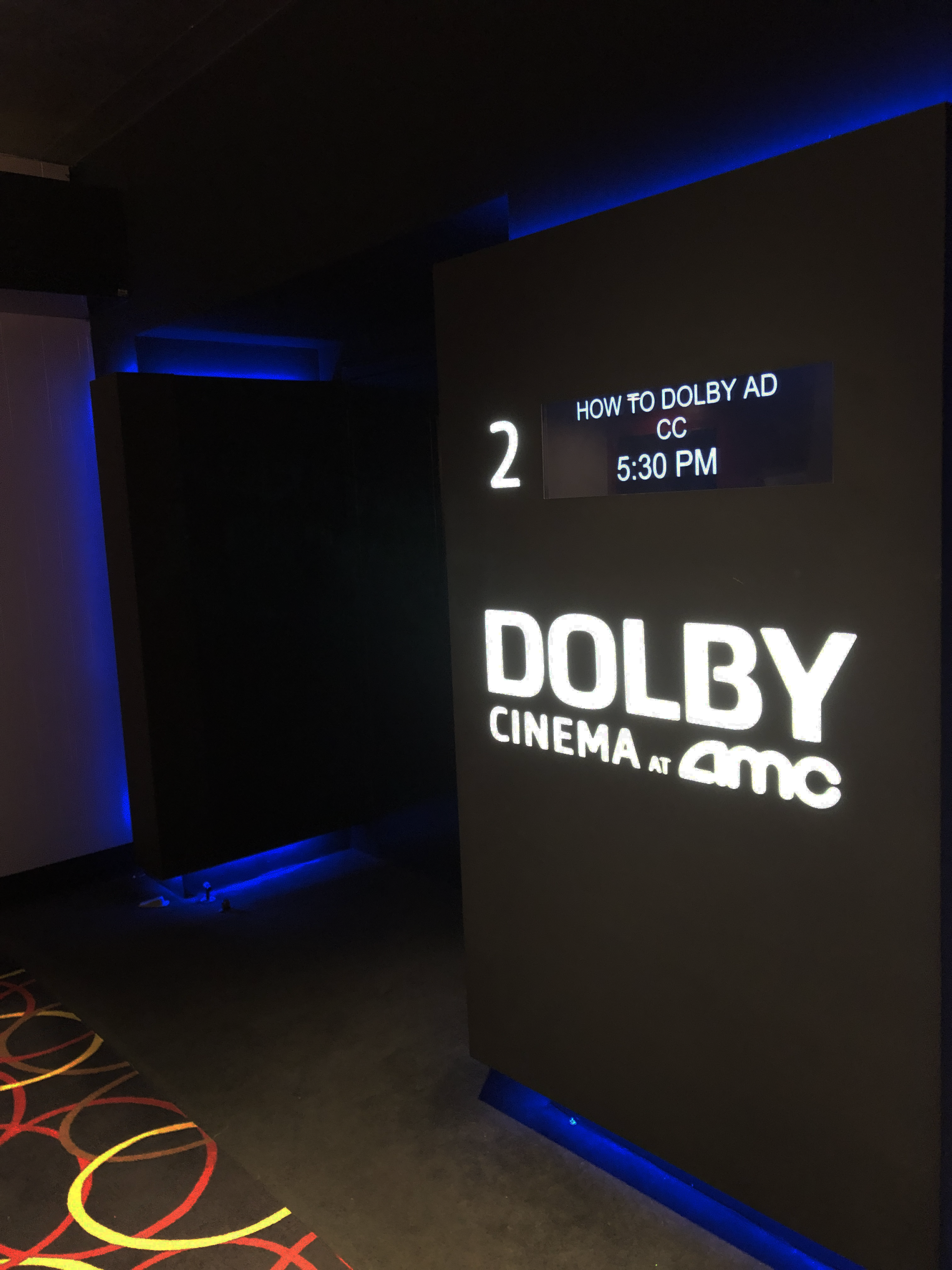
『ヒックとドラゴン 聖地への冒険』の上映時、テキサス州オースティンのAMCバートン・クリーク・スクエア14にあるドルビーシネマの入場口。

### ドルビービジョン（DOLBY VISION）
従来の映像規格で課題だった黒表示時の光漏れを解決し、深い黒の表現を実現した。従来の劇場では暗い場面の表現で、白いスクリーンが薄明るく見えていたが、その問題を解決した。特に夜景や夜空などの描写で効果を発揮する。
100万:1のコントラスト比を実現するHDR映像規格である。制作機材から劇場のプロジェクターまで一貫してドルビービジョンの要件を満たす必要がある。

### ドルビーアトモス（DOLBY ATMOS）
ドルビーシネマのもう一つの要素は、ドルビーラボラトリーズが開発したオブジェクトベースの立体音響フォーマットのドルビーアトモスである。
各スピーカー毎の音声トラックを予め用意するのではなく、再生中に音素材の3次元的な位置関係を元に各スピーカーの出力を決定する。
劇場用と家庭用で様々な規格があるが、ドルビーシネマではDOLBY ATMOS for Theaterを採用する。このシステムは、観客の没入感を高めるため、最大64個のスピーカーを使用し、最大で128chのオーディオトラックを、各chの3次元パン情報とスピーカー位置を元にして音をミキシングして、劇場内のスピーカーに出力する。
他のプレミアムシアターの規格よりもスピーカーの本数が多いため、定位の正確さは最高水準にある。
この新しい規格を採用した最初の作品は、2012年に公開されたディズニーとピクサーのアニメーション映画『メリダとおそろしの森』である。

### オーディオ・ビジュアル・パスウェイ（AVP）
ほとんどのドルビーシネマは、スクリーンへの入場口に映画に合わせた映像が表示されるようになっている。映像に表示されるのは、映画スタジオが特別に用意した映像で、映画が始まる前から鑑賞者を映画体験に没入させることを目的としている。
映像は、エントランスの天井にある複数のプロジェクターを使用して映し出され、専用のソフトウェアを使用して、壁に沿ってさまざまな映像をマッピングしている。同様に、音声は入口の天井に設置されたスピーカーを使用して再生される。

## 導入劇場
グローバルでは22社が採用し、400スクリーン程度が稼働している。

### 日本

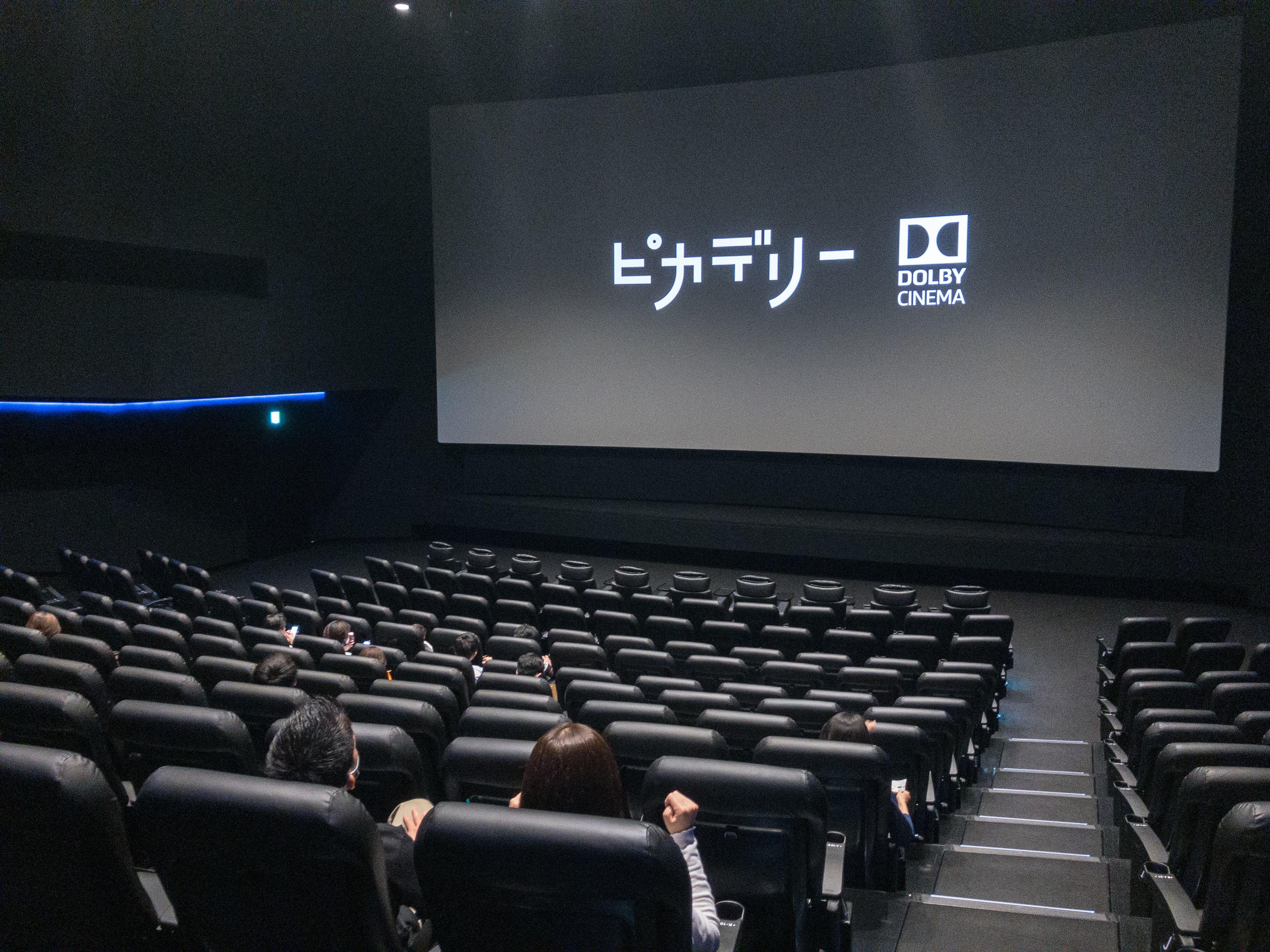
東京・丸の内ピカデリーのドルビーシネマ場内（有楽町マリオン新館5階。2020年10月撮影）

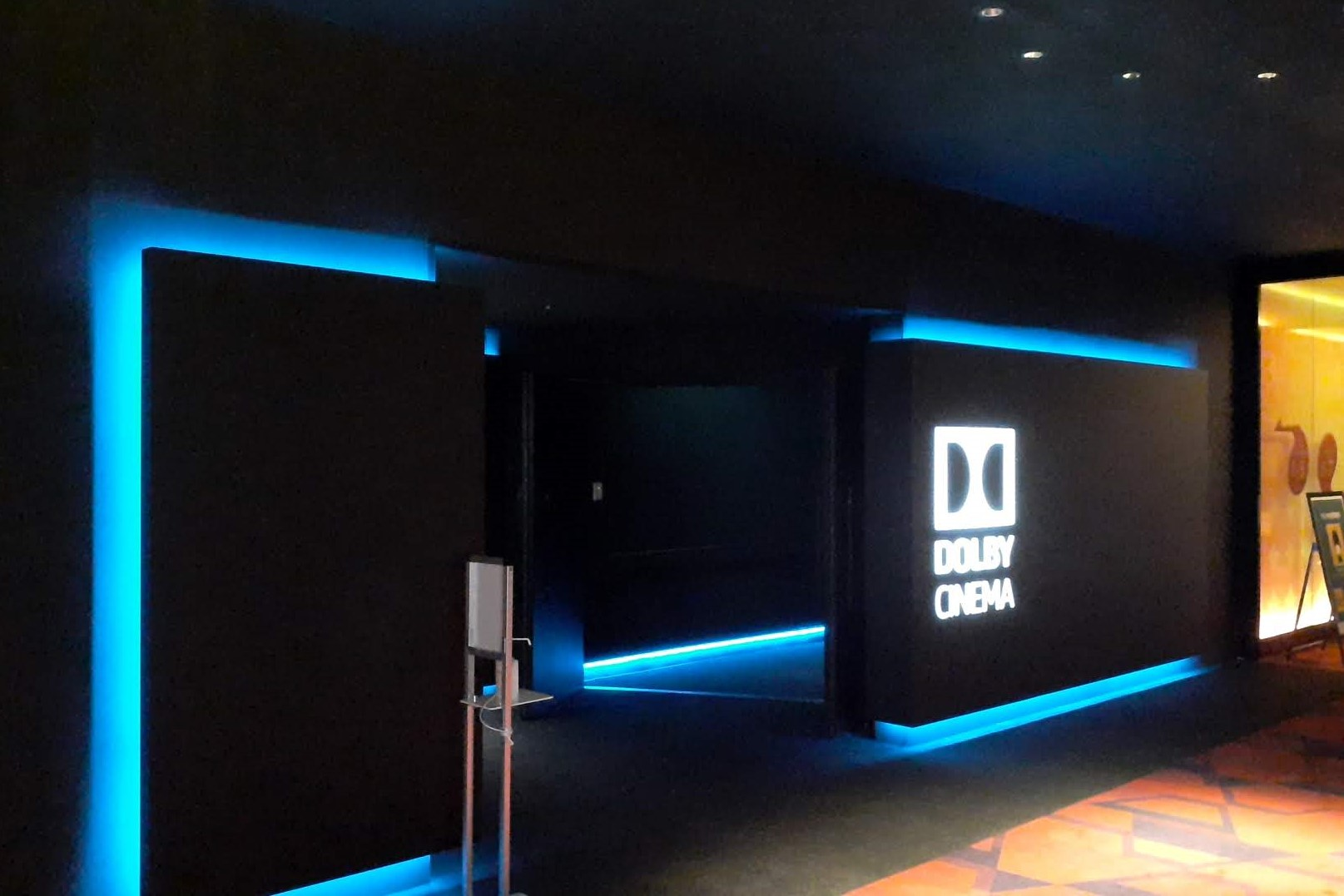
名古屋・ミッドランドスクエアシネマのドルビーシネマエントランス（2020年7月撮影）

2018年11月23日にT・ジョイ博多に導入されたのを皮切りに2019年には4館が開業し、2024年4月時点では全国に10館が営業しているが、導入は都市部の映画館に限られ、非常に限られた数しかない。
長らく国内のドルビーシネマはティ・ジョイ系・松竹マルチプレックスシアターズ系の映画館が独占していたが、2023年にはTOHOシネマズも導入した。
以下の導入館のうち、T・ジョイ横浜とTOHOシネマズ ららぽーと門真、すすきの は設計の段階から導入を考え作られた劇場であるが、基本的に既存の通常スクリーンを改造した上で導入されている。
| No. | 映画館名                    | 所在地           | スクリーン 番号 | 定員      | スクリーンサイズ | 導入日         | 備考   |
| --- | --------------------------- | ---------------- | --------------- | --------- | ---------------- | -------------- | ------ |
| 1   | TOHOシネマズ すすきの       | 北海道札幌市     | 10              | 263（2）  | 非公開           | 2023年11月30日 |        |
| 2   | MOVIXさいたま               | 埼玉県さいたま市 | (11)            | 292（2）  | 13.92m×5.80m     | 2019年4月26日  |        |
| 3   | 丸の内ピカデリー            | 東京都千代田区   | (3)             | 255（2）  | 15×7.13m         | 2019年10月4日  |        |
| 4   | 新宿バルト9                 | 東京都新宿区     | 6               | 387+ (4)  | 非公開           | 2022年12月1日  |        |
| -   | TOHOシネマズ大井町          | 東京都品川区     |                 |           |                  | 2026年3月**日  | [ 13 ] |
| 5   | T・ジョイ横浜               | 神奈川県横浜市   | 4               | 325+（2） | 非公開           | 2020年6月24日  |        |
| 6   | ミッドランドスクエアシネマ  | 愛知県名古屋市   | 5               | 163（2）  | 11.95m × 5.0m    | 2019年12月20日 |        |
| 7   | MOVIX京都                   | 京都府京都市     | (10)            | 306（4）  | 12.38m × 5.18m   | 2020年3月6日   |        |
| 8   | T・ジョイ梅田               | 大阪府大阪市     | 1               | 376+（2） | 非公開           | 2019年6月28日  |        |
| 9   | TOHOシネマズ ららぽーと門真 | 大阪府門真市     | 6               | 234（2）  | 非公開           | 2023年4月17日  |        |
| 10  | T・ジョイ博多               | 福岡県福岡市     | 9               | 346+（2） | 非公開           | 2018年１       |        |